# 蘇蘭達河
61°41′43″N 42°28′58″E / 61.69528°N 42.48278°E
蘇蘭達河（俄语：Суланда），是俄羅斯的河流，位於該國西北部阿爾漢格爾斯克州，屬於普亞河的左支流，河道全長126公里，流域面積1,160平方公里，河道近年因森林砍伐而變淺，魚類數量減少。